# Universidad La Salle

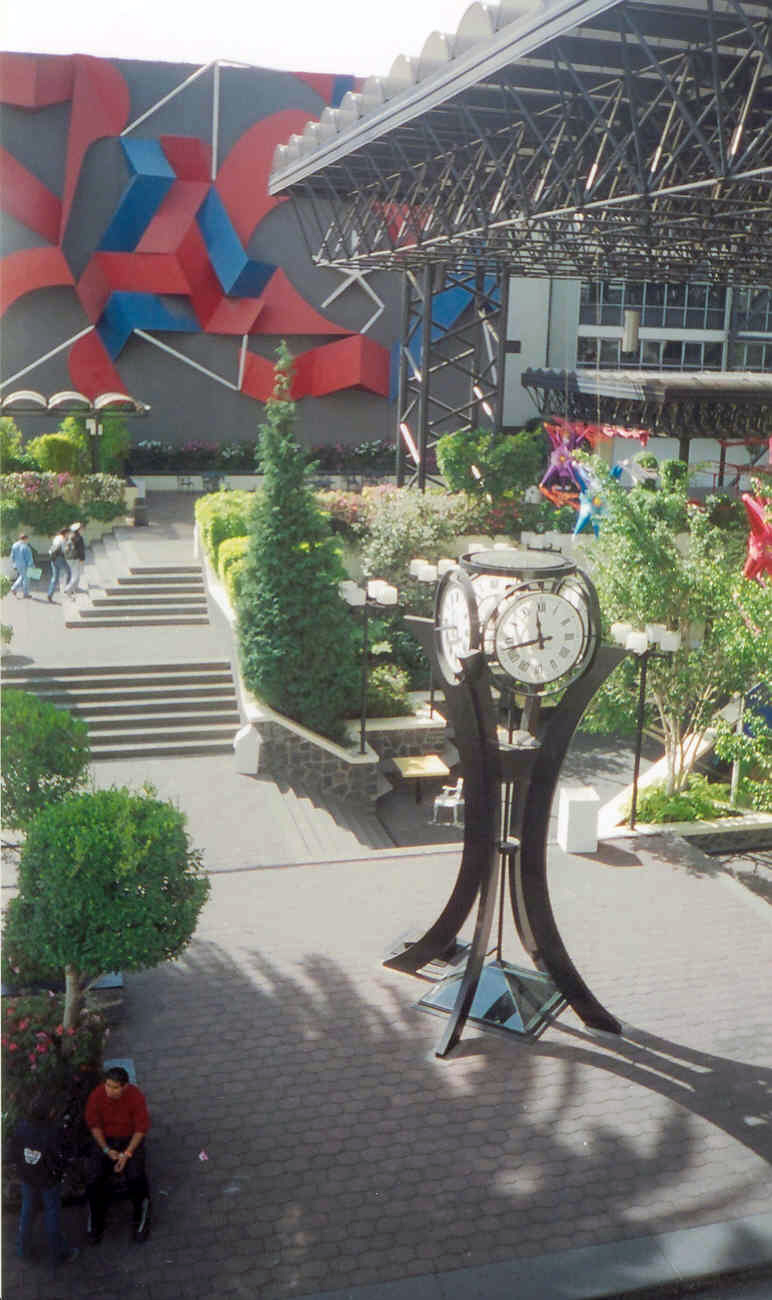
Zentraler Campus der Universität; im Hintergrund in rotblau das Universitätslogo

Die Universidad La Salle (ULSA) ist eine Privatuniversität, die zahlreiche Campus in ganz Mexiko unterhält. Sie wurde 1962 gegründet und ist Bestandteil des Instituto La Salle, das neben der Universität auch private Grund- und weiterführende Schulen betreibt.
International bestehen aufgrund der Gründungsgeschichte des Mutterinstituts Verbindungen zur Vereinigung der Brüder der christlichen Schulen. 1970 etablierte die Universität die erste private Medizinfakultät Mexikos.

## Campus
In folgenden mexikanischen Städten befinden sich Campus der Universidad La Salle:
| - Bajío (México) - Cancún - Chihuahua - Cuernavaca - Gómez Palacio | - Léon - Nezahualcóyotl - Monterrey - Morelia - Oaxaca de Juárez - Ciudad Obregón | - Pachuca - Puebla - Saltillo - Ciudad Victoria |